# Kongens nei
Kongens nei (Engels: The King's Choice) is een Noors-Ierse film uit 2016, geregisseerd door Erik Poppe en gebaseerd op de ware gebeurtenissen van Operatie Weserübung tijdens de Tweede Wereldoorlog.

## Verhaal
Op 8 april 1940 vallen de Duitsers Noorwegen binnen. Noorwegen is niet goed voorbereid op oorlog en een dag later bereiken de Duitse troepen Oslo. De regering is dan al met de koning uitgeweken naar Hamar. Vidkun Quisling van de Nasjonal Samling pleegt een 'staatsgreep' en roept zichzelf uit tot nieuwe premier van Noorwegen. Duitsland vraagt aan koning Haakon om te capituleren maar de koning weigert dit en met hulp van geallieerde troepen blijft hij doorvechten.

## Rolverdeling
| Acteur                     | Personage                     |
| -------------------------- | ----------------------------- |
| Jesper Christensen         | koning Haakon                 |
| Anders Baasmo Christiansen | kroonprins Olaf               |
| Tuva Novotny               | kroonprinses Märtha           |
| Katharina Schüttler        | Anneliese Bräuer              |
| Karl Markovics             | Curt Bräuer                   |
| Juliane Köhler             | Diana Müller                  |
| Rolf Kristian Larsen       | Brynjar Hammer                |
| Erik Hivju                 | Fort Commander Birger Eriksen |
| Arthur Hakalahti           | soldat Fredrik Seeberg        |

## Productie
De film werd geselecteerd als Noorse inzending voor de beste niet-Engelstalige film voor de 89ste Oscaruitreiking.